# Національний парк Ломамі
Національний парк Ломамі (фр. Parc National de la Lomami) — національний парк, що знаходиться в Демократичній Республіці Конго в Центральній Африці. Розташований в середньому басейні річки Ломамі, він перебуває в провінціях Чопо і Манієма, а також торкаєтьсья лісів у басейнах рік Чуапа та Луалаба. Створення національного парку було формально проголошено 7 липня 2016 року. Це вже дев'ятий національний парк у країні та перший, створений після 1992 року.
Національний парк Ломамі утворюють 8,879 км² (887,900 га) низинних тропічних лісів з острівцями савани на півдні й пагорбами на заході. Ломамі є домом для кількох національно ендемічних таксонів, серед яких: бонобо, окапі, конголезький павич, нещодавно відкритий вид приматів, названий ломамська мавпа (однойменно з парком), а також рідкісна мавпа Дріас, локально відома як Іноко. Важлива популяція лісових слонів досі знаходиться під захистом у північній частині парку.

## Історія
Південно-східний ареал карликового шимпанзе або бонобо (конголезького ендеміку з родини гомінід, що зустрічається тільки на лівому березі річки Конго), не вивчався до 2007 року. З супутникових світлин імовірний ареал видавався 40,000 км² недослідженого тропічного лісу без ознак доріг, людських поселень або сільськогосподарських угідь. У співпраці з Фундацією Lukuru пара Джон і Тереза Харти, задіяні в дослідженні й збереженні лісів ДР Конго з початку 1980-х років, спустила свій човен на річку Ломамі в квітні 2007 року. На борту знаходилось кілька команд, готових робити опис території на ходу протягом трьох наступних років. Цю територію вони назвали «Ландшафт збереження Чуапа-Ломамі-Луалаба» (англ. Tshuapa–Lomami–Lualaba Conservation Landscape — TL2), на честь трьох річок, ліси яких вони досліджували: Чуапа, Ломамі й Луалаба. Вони виявили, що великі тварини практично винищені комерційним полюванням на тропічну дичину в зовнішніх частинах лісів. Хоча багата на тварини центральна частина цих лісів збереглася, вона теж знаходилася під загрозою мисливців, чимало яких приїздили здалеку (навіть з інших провінцій), щоб постачати дичину на ринки основних міст: Кісангані й Кінду.

Після розвідувального огляду в тісній співпраці з традиційними організаціями й місцевими адміністраціями, команда Lukuru сфокусувалася на ділянках, які досі містили рясну різноманітну фауну. Протягом першого року була знайдена мавпа, що, як з'ясувалося згодом, була новою для науки, — Cercopithecus lomamiensis (Мавпа ломамська).
Вони з'ясували, що Ландшафт TL2 є також помешканням для популяцій інших ендемічних і вимираючих видів: окапі, конголезький павич, лісовий слон і значних популяцій багатьох видів не людиноподібних приматів, включно з рідкісною мавпою Дріас, а також інших цікавих фенотипних різновидів відомих видів. Усі ці знахідки продемонстрували винятково багатий і цікавий східний край лісового блоку центрального басейну річки Конго.
Із зустрічей в сільських центрах і ратушах, з просвітницьких місій, очолюваних служителями, керівниками й заступниками, процес утворення національного парку розпочався. З 2010 до 2012 років оточуючі села визначили межі національного парку. До 2013 року губернатори як провінції Манієма, так і провінції Чопо (на той час Східної провінції) оголосили про створення парків провінцій, а будь-яке полювання у парках визнали незаконним.
7 липня 2016 року, в результаті десятиліття спільної роботи, створення Національного парку Ломамі було офіційно затверджено національним урядом Демократичної Республіки Конго.

## Географія
Національний парк Ломамі розташований на території двох провінцій: Чопо і Манієма. Він лежить на південь від Кісангані, столиці Чопо, та на північний захід від Кінду, столиці Манієми.
Річка Ломамі утворює західну межу по південному краю парку і протікає через центр північної частини парку. Річка, як біогеографічний бар'єр, вплинула на розвиток дикої природи в регіоні. Дві інші річки, Чупа і Луалаба, визначають основні східні й західні кордони Ландшафту TL2. Едафічні гідроморфні савани з'являються в лісах найпівденнішої частини Ландшафту, в той час як лісовий покрив є більш суцільним на півночі, хоча й змінюючись від горбистих лісів до менш високих нагірних лісів і, навіть, сезонно затоплюваних і річкових лісів.

### Місцеве населення
Люди, що живуть у буферній зоні Національного парку Ломамі, належать переважно до семи різних етнічних груп: ленгола, мболе, мітуку, ланга, тетела, нгенгеле й араби. Приблизно 100 малих сіл живуть в основному за рахунок сільського господарства, полювання та рибальства.

## Біорізноманіття
Ранні дослідження у 2007 році підтвердили, що південний напрям поширення бонобо включає східний берег річки Ломамі. Ці карликові шимпанзе виявились генетично відмінними від інших популяцій бонобо, а річка Ломамі — ймовірним географічним бар'єром.
Інші важливі популяції рідкісних або вимираючих видів тварин також були знайдені в різних частинах парку.
Приблизно 500 лісових слонів залишаються у північних лісах парку. Як і в багатьох частинах свого ареалу, полювання на лісового слона призвело до його місцевого зникнення в південній частині парку.
На півночі парку також живуть окапі, тропічні жирафи, конголезький ендемік яких трапляється тільки на західному березі Ломамі. Це відкриття піднімає кілька питань щодо історичного ареалу цього виду, оскільки окапі також відомі на східному березі річки Луалаба, але не між Ломамі та Луалабою.
На півдні парку проживають мавпи Дріас, які досі зустрічалися там лише на території провінції Манієма і на правому березі річки Ломамі. До цього відкриття поширення виду вважалося обмеженим невеличкою територією в Екваторіальній провінції за 400 км на північний захід.
Значні агломерації африканських сірих папуг, виду, що є предметом незаконної торгівлі, живуть в парку та навколо нього. А ендемічного конголезького павича можна зустріти в лісах будь-якої частини парку.
Національний парк Ломамі особливо знаменитий своїми видами людиноподібних, а також мавп. В парку можна знайти таких приматів:
- Шимпанзе карликовий (Pan paniscus)
- Procolobus tholloni
- Piliocolobus parmentieri
- Colobus angolensis angolensis
- Lophocebus aterrimus aterrimus
- Cercopithecus ascanius katangae
- Cercopithecus ascanius whitesidei
- Мавпа Бразза (Cercopithecus neglectus)
- Cercopithecus mitis heymansi
- Cercopithecus wolfi wolfi
- Cercopithecus wolfi elegans
- Мавпа ломамська (Cercopithecus lomamiensis)
- Мавпа Дріас (Cercopithecus dryas)

## Загрози
Головною загрозою дикій природі в Національному парку Ломамі є торгівля тропічною дичиною. Фундація Lukuru з'ясувала, що походження мисливського напливу є не тільки з місцевих громад, оскільки багато мисливців приїздять з інших регіонів. Крім того, важливо, що торгівлю підштовхує сильний попит з міських ринків і торговців, які, мешкаючи у місті, приїздять до сіл на велосипедах і мотоциклах, щоб торгуватися безпосередньо на місці. Моніторинг Фундації Lukuru відкрив, що близько 85 % усієї тропічної дичини з Ландшафту TL2 в Маніємі доставляється у столицю провінції — Кінду.
Браконьєрство на слонів представляє іншу загрозу парку. Торгівля слоновою кісткою не тільки підштовхує стрімке скорочення популяцій слонів, але також робить свій внесок у небезпеку віддалених районів. З військовою зброєю і боєприпасами злочинні угрупування полюють не тільки на дику природу парку, але й на оточуючі громади.